# Blomac
Blomac é uma comuna francesa na região administrativa de Occitânia, no departamento de Aude. Estende-se por uma área de 8,41 km². Em 2010 a comuna tinha 232 habitantes (densidade: 27,6 hab./km²).